# Липівка (Дворічанський район)
Липівка — колишнє село в Дворічанському районі Харківської області, підпорядковувалося Вільшанській сільській раді.
Село знаходилося на початку балки Яр Косарський, прилягало з заходу до Першотравневого.
Об'єднане з (включено в смугу) с. Мануйлівка (Першотравневе) між 1946 та 1967 роками.